# Contact Air
A Contact Air é uma companhia aérea regional da Alemanha, com sede, e base, em Estugarda. Opera voos regulares na rede da Lufthansa Regional. 

## História
Foi criada em 1974 por Gunther Eheim, com o objectivo de operar voos charter executivos, com aviões Dassault Falcon 20 e Bombardier Learjet.
Foi o primeiro parceiro do grupo regional Team Lufthansa, em Abril de 1996. Em 16 de Outubro de 2003, a empresa  alterou a sua imagem e designação, para Lufthansa Regional, começando a operar como tal em 2004. É detida na totalidade por Gunther Eheim.

## Destinos
(dados a Maio 2008)
- Domésticos:Düsseldorf, Hamburgo, Hanover, Leipzig/Halle, Munique, Nuremberga, Paderborn e Estugarda.
- Internacionais: Bruxelas, Gotemburgo, Graz, Londres, Praga e Turim.
- Swiss International Air Lines: Estugarda, Veneza, Varsóvia

## Frota
(dados a 28 de Junho de 2008)
- 5 ATR-42-500
- 6 ATR-72-500

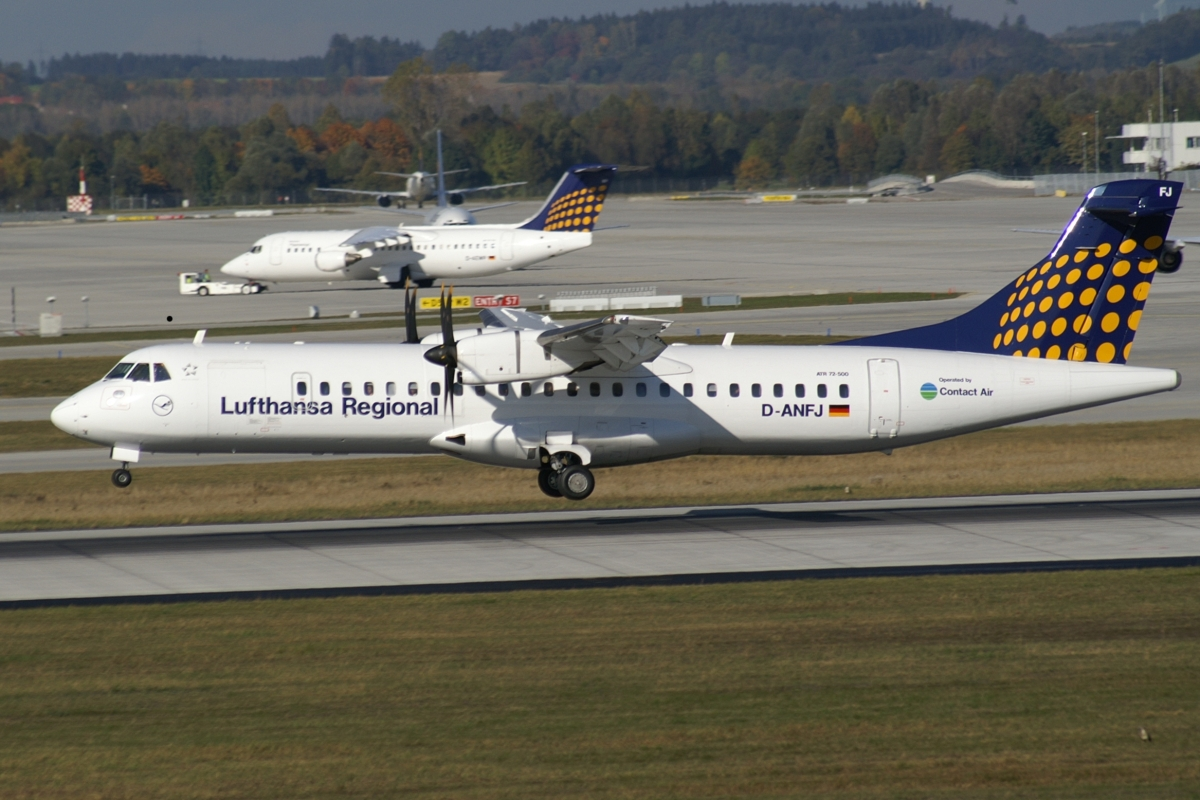
ATR-72

- 2 Fokker 100 (operados para a Swiss International Air Lines)